# Erwin Gauba
Erwin Gauba (Viena, 1891 - Canberra, 1964) fue un botánico, agrónomo, y profesor austríaco.

## Biografía
Se licenció en botánica en Viena. Enseñó en Alejandría, y fue profesor de Botánica en la Universidad de Teherán, hasta los 1940s. Estableció las bases de un herbario moderno, por primera vez, en Irán, período 1933 a 1941, en la "Escuela Superior de Agricultura de Karaj", más tarde: Facultad de Agronomía, de la Universidad de Teherán.
Capturado con su familia por los aliados durante la Segunda Guerra Mundial e internado. Puesto como prisionero en un barco hacia Sudáfrica, pero desviado a Australia. Internados en Loveday (cerca de Renmark), empezando a coleccionar plantas. Más tarde, trasladados a Campo de Tatura cerca de Shepparton, Victoria. Después de la guerra, su esposa e hija fueron repatriados a Francia y a Austria, pero Erwin consiguió un trabajo en la Estación de investigación en Dandenongs, Etam, Victoria.
Se trasladó a Canberra, y se convirtió en un investigador asociado cercano a Lindsay Dixon Pryor, y fue designado botánico temporal, del Departamento del Interior en 1950, principalmente de los Jardines Botánicos de Canberra (más tarde, Jardín Botánico Nacional de Australia). Posteriormente, su esposa y su hija se reunieron con él. Gauba y Pryor amasaron un considerable Herbario, y gran parte fue trasladado posteriormente a la Universidad de Canberra (más tarde Universidad Nacional Australiana).

## Algunas publicaciones
- 1955. Ein Besuch der kaspischen Wälder Nordpersiens. 17 pp.
- 1951. Botanische Reisen in der persischen Dattelregion: 2. Reise zum Persischen Golf (Frühjahr 1936) ; 3. Reise zum Golf von Oman. 20 pp.
- josef f.n. Bornmüller, erwin Gauba. 1935. Florulae Keredjensis fundamenta: (Plantae Gaubaeanae iranicae). Supl. 1-3. Ed. Verl. des Repertoriums

## Eponimia
Especies
- (Apiaceae) Prangos gaubae (Bornm.) Herrnst. & Heyn[4]
- (Asteraceae) Centaurea gaubae (Bornm.) Wagenitz[5]
- (Boraginaceae) Heliotropium gaubae Riedl[6]
- (Brassicaceae) Sisymbrium gaubae Rech.f. & Bornm.[7]
- (Euphorbiaceae) Euphorbia gaubae (Soják) Radcl.-Sm.[8]
- (Papaveraceae) Papaver gaubae Cullen & Rech.f.[9]
- (Poaceae) Stipa gaubae Bor[10]